# Schatull

Servis i schatull.

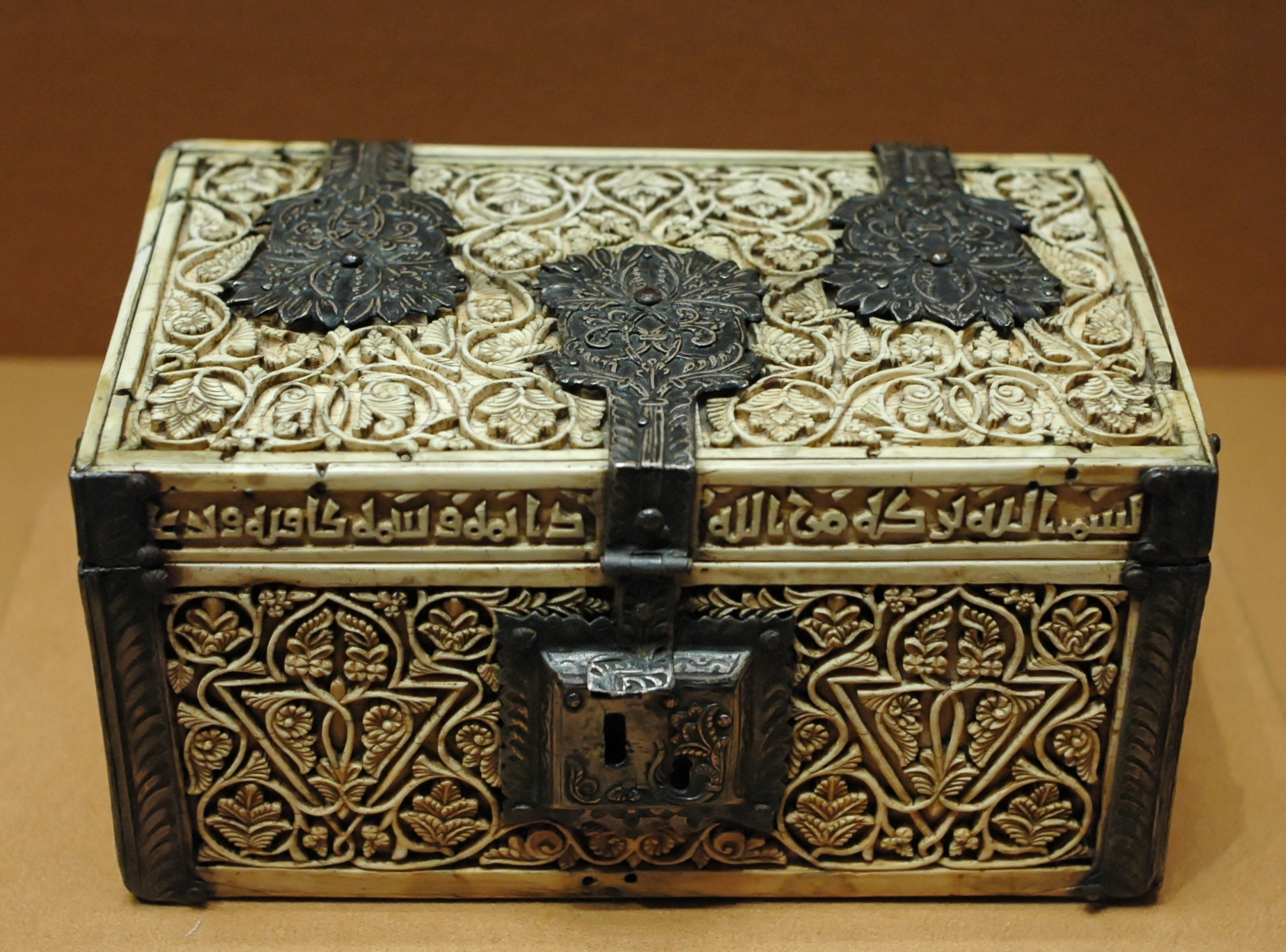
Ett schatull i elfenben.

Schatull är ett litet skrin, ofta i elegant utförande. Det kan ibland ha en inredning, som håller innehållet på plats, till exempel schatull för matbestick eller bordsilver.

## Etymologi
Ordet kan härledas till italienska scatola, som betyder liten låda, eller dosa. Det har kommit in i svenska språket som lånord via tyska.